# Pruimenbloesem
Pruimenbloesem is een Nederlandse pornofilm uit 1982 van Willem van Batenburg. Hij nam zowel het scenario, de regie als de productie voor zijn rekening.
In Nederland werden al veel langer pornofilms gemaakt, zoals die van Lasse Braun in Breda en kleinere video-8- en videoproducties. Die waren of voor de buitenlandse markt bestemd, of voor vertoning in kleinere zalen van seksboetieks en videotheken.
Pruimenbloesem was de eerste Nederlandstalige bioscoopfilmlengte-productie gericht op de grotere pornobioscopen.
De film werd opgenomen op diverse plaatsen in het Land van Maas en Waal, waaronder het plaatsje Batenburg (gemeente Wijchen) en in de villa van supercrimineel en meesterkraker Aage Meinesz in Altforst (gemeente West Maas en Waal).
Willem van Batenburg was een pseudoniem van de Utrechtse filmexploitant Wim Voorbeijtel. Ook andere medewerkers aan de film zouden onder schuilnamen hebben gewerkt omdat er begin jaren tachtig nog een taboe op porno rustte. Naar verluidt bezochten circa 200.000 mensen de film in Nederland.
Van Batenburg overleed op 5 oktober 2024 en werd 82 jaar oud.

## Verhaal
De film gaat over een jonge vrouw met een saai huwelijk. Ze duikt met een aantal mannen en vrouwen het bed in. Het verhaal is zoals gebruikelijk in het genre niet erg uitgewerkt, en bevat nog een autoachtervolging.